# ŽKK Mladi Krajišnik
 (mai 2025).
Si vous disposez d'ouvrages ou d'articles de référence ou si vous connaissez des sites web de qualité traitant du thème abordé ici, merci de compléter l'article en donnant les références utiles à sa vérifiabilité et en les liant à la section « Notes et références ».
Le Ženski košarkaški klub Mladi Krajišnik, également connu sous le nom de ŽKK Mladi Krajišnik (en serbe : КК Млади Крајишник), est un club de basket-ball féminin professionnel basé à Banja Luka, en république serbe de Bosnie, Bosnie-Herzégovine. Fondé en 1963, le club a commencé à concourir dans la Première Ligue yougoslave dès 1964. Il dispute ses matchs à domicile à l’Obilićevo Arena, d’une capacité de 800 spectateurs. Il est considéré comme le club féminin le plus titré de la république serbe de Bosnie et participe actuellement au championnat de Bosnie-Herzégovine. Le surnom de l’équipe est Les Petites (« Malene »), et son principal sponsor est Meridianbet.
Le palmarès du club comprend 19 Coupes et neuf titres de champion de la république serbe de Bosnie, ainsi que quatre titres de champion et quatre Coupes de Bosnie-Herzégovine. Mladi Krajišnik a été désigné meilleur club sportif de la république serbe de Bosnie à deux reprises, en 1996 et 1997, et a été élu meilleure équipe de Banja Luka à six reprises. Sur la scène européenne, le club a participé à la Coupe Ronchetti, à l’EuroCoupe féminine et à la Ligue adriatique féminine (WABA).

## Histoire
Le ŽKK Mladi Krajišnik a été fondé le 25 mai 1963. Dès l’année suivante, il rejoint la Première Ligue de Yougoslavie, bien qu’il soit relégué à trois reprises jusqu’en 1972. Entre 1974 et 1991, le club évolue de manière continue dans la première ligue de la république fédérative socialiste de Yougoslavie. Après la dissolution de la Yougoslavie, il prend part entre 1992 et 1995 à la première ligue de la république fédérale de Yougoslavie, avant d’être relégué en première ligue B cette même année. En 1997, le club retrouve l’élite et termine vice-champion du championnat yougoslave. Il participe à cette compétition jusqu’en 1999. Le ŽKK Mladi Krajišnik est, avec Crvena zvezda, l’un des seuls clubs à avoir maintenu aussi durablement sa place en première division yougoslave.
Depuis 1993, le club prend part au championnat de la république serbe de Bosnie, où il domine largement, remportant neuf titres consécutifs. À partir de la saison 1999-2000, il rejoint le championnat unifié de Bosnie-Herzégovine, qu’il remporte dès sa première participation. Au cours des deux décennies suivantes, le ŽKK Mladi Krajišnik s’impose comme l’un des clubs les plus titrés du basket-ball féminin bosnien, avec un total de 35 trophées remportés en 25 ans.

## Noms
- 1964-1985 Mladi krajišnik
- 1985-1988 Krajina Auto Mladi Krajišnik
- 1988-1992 Krajina Auto
- 1997-1998 Port Mladi Krajišnik

## Palmarès
Championnat de la république fédérale de Yougoslavie
- finaliste (1): 1997-98

Championnat de Bosnie-Herzégovine
- champion (4): 1999-2000, 2000-2001, 2010-2011, 2012-2013

Coupe de Bosnie-Herzégovine
- champion (4): 2000, 2007, 2008, 2012

Championnat de la république serbe de Bosnie
- champion (9): 1992-1993, 1993-1994, 1994-1995, 1995-1996, 1996-1997, 1997-1998, 1998-1999, 1999-2000, 2000-2001

Coupe de la république serbe de Bosnie
- champion (19): 1993, 1994, 1995, 1996, 1997, 1998, 1999, 2000, 2003, 2005, 2006, 2007, 2008, 2009, 2010, 2011, 2012, 2013, 2014

WABA
- Participant au Final Four (1): 2009–10

## Joueuses célèbres ou marquants
| - Mersada Bećirspahić - Velinka Bošnjak - Milica Deura - Irena Vrančić - Ivona Bogoje - Marijana Bušljeta | - Mirjana Kovčo - Biljana Pavićević - Anđelija Arbutina - Jadranka Ćosić - Saša Čađo - Slađana Golić | - Gordana Janjić - Ana Joković - Lara Mandić - Marina Marković - Smilja Rađenović | - Snežana Šipka - Lena Trajkovski - Daliborka Vilipić - Sanda Vuković - Dragoslava Žakula |

## Voir plus
- Première division féminine de basket-ball de la république serbe de Bosnie